# Gornji Zovik (ort i Bosnien och Hercegovina, Brčko)
Gornji Zovik är en ort i Bosnien och Hercegovina.   Den ligger i distriktet Brčko, i den nordöstra delen av landet, 100 km norr om huvudstaden Sarajevo. Gornji Zovik ligger 173 meter över havet och antalet invånare är 1 569.
Terrängen runt Gornji Zovik är kuperad åt sydväst, men åt nordost är den platt. Närmaste större samhälle är Brčko, 14,7 km nordost om Gornji Zovik. 
Omgivningarna runt Gornji Zovik är en mosaik av jordbruksmark och naturlig växtlighet. Runt Gornji Zovik är det ganska tätbefolkat, med 100 invånare per kvadratkilometer.